# Aroz
Aroz es una comuna francesa situada en el departamento de Alto Saona, en la región de Borgoña-Franco Condado.

## Historia
Aroz fue solar del linaje de la Casa de Aroz, una antigua e ilustre familia del Condado de Borgoña, región del Franco Condado desde el siglo XV y actualmente integrada en Borgoña-Franco Condado, situada en el noreste de Francia. La región del Franco-Condado también recibe las denominaciones históricas de Borgoña condal o Borgoña española, al haber sido posesión de la Casa de Habsburgo durante casi dos siglos, desde 1493 hasta 1678.
La Casa de Aroz poseía las tierras de este nombre en el bailliage (distrito) de Vesoul.
El escudo de armas era: de arena y banda de plata, cargada de tres ruedas dentadas de espuelas, selladas de una cabeza de águila de arena.
El inicio de la genealogía se sitúa en el siglo XI con Étienne de Aroz (nacido hacia 1070). La Casa de Aroz se extinguió en el siglo XVII con Antoine de Aroz (m. 1632), por falta de sucesión masculina. Descendientes de ramas secundarias de la familia pervivieron en Francia hasta mediados del siglo XX, en que desaparece en este país el apellido.
Existe una rama española de la familia De Aroz. Uno de sus miembros pasó a España en el marco histórico de la Reconquista a los árabes en la Edad Media, participando en la Cruzada organizada en torno al rey Alfonso I de Aragón para la conquista de Zaragoza y del Valle del Ebro el año 1118. Después de la toma de esa ciudad, el 18 de diciembre, y de la conquista de otras plazas, entre ellas Ágreda en mayo de 1119, se estableció en esta ciudad -una importante plaza militar y política-, que fue posteriormente anexionada al Reino de Castilla en 1135, y del que proceden todas las ramas de la familia Aroz existentes en España en el siglo XXI.
El establecimiento de cruzados en el Reino de Aragón fue muy importante en el siglo XII. Entre 1115 y 1130, las principales joyas de la corona, Zaragoza, Tarazona, Huesca, Uncastillo, Tudela, Monzón y Logroño fueron señoríos de franceses. Gaston IV de Bearn, fue señor de Zaragoza y gentilhombre de Aragón, y su hermano Centulo II de Bigorra y de Lourdes, señor de Tarazona.
Las expediciones llevadas a cabo en los siglos VIII - IX por los reyes carolingios en ayuda de los reinos cristianos de España, se reanudan y mantienen durante dos siglos (XI-XII) por la caballería medieval francesa, y en estas expediciones tuvieron un papel esencial los grandes clanes y la caballería de Borgoña (Condado y Ducado) y Champaña, de Languedoc, Gascuña o Normandía. Inauguró este nuevo período de cruzadas la célebre Cruzada de Barbastro (en el actual Aragón) (1064-1065), seguida por otras intervenciones en favor de la Cristiandad hispánica, que tanto ayudaron a la reconquista de España y a la defensa de la civilización europea.
A final del siglo XI, hijos menores de los condes y duques de Borgoña, Raimundo de Borgoña y Enrique de Borgoña, llegados para combatir en Castilla con numerosos caballeros borgoñones, fundaron una dinastía en el reino de León-Castilla y el nuevo reino de Portugal. También al inicio del siglo XII, la conquista de la importante ciudad y reino taifa de Zaragoza, la actual capital de Aragón, para la cual fue concedida Bula de Cruzada (beneficios espirituales) a todos los combatientes por el papa Gelasio II en el concilio de Toulouse de febrero de 1118, provoca en aquel año la llegada de una multitud de caballeros cruzados, 50.000 según las crónicas, que provenían de toda Francia, y la instalación de franceses en los territorios conquistados por el rey Alfonso I de Aragón. Los franceses, fueran nobles o plebeyos, eran favorecidos por el rey por privilegios o un estatuto jurídico particular, dado que constituían fuerzas militares indispensables o elementos activos económicos y sociales para el progreso de las ciudades conquistadas.
En Aroz fue instalada una casa de la Orden del Temple tras su creación en el siglo XII, una expresión del compromiso de la Casa de Aroz con las Cruzadas. También la Reconquista española fue considerada por los Papas como la Cruzada de Occidente. La casa del Temple de Aroz, que era un anexo de la gran comandancia de Sales en Alto Saona, después de la disolución de la Orden en el siglo XIV fue transformada en casa de los caballeros de San Juan de Jerusalén (Orden de Malta).
Los descendientes españoles de la familia De Aroz del Franco Condado de Borgoña mantuvieron el apellido De Aroz hasta el siglo XVII, en que pasa a ser Aroz, y entre sus miembros ha habido en los últimos siglos destacados militares, religiosos, políticos, investigadores y artistas.
En la actualidad, viven en España 267 personas (INE, 2020), todas ellas miembros de la familia, con el apellido Aroz, de las cuales 127 lo tienen como primer apellido y 140 de segundo.

## Demografía
| 103 | 101 | 116 | 141 | 158 | 151 | 142 |
| Para los censos de 1962 a 1999 la población legal corresponde a la población sin duplicidades (Fuente: INSEE [Consultar]) |     |     |     |     |     |     |